# Furuset (станция метро)
Furuset — станция метро в Осло в районе Furuset. Это предпоследняя станция на линии Furuset между Линдебергом и Еллингсрудосеном. Станция расположена под довольно крупным торговым центром, над станцией также есть небольшой автовокзал. Архитектором выступила компания Økaw Arkitekter.

## История
Станция Furuset построена 19 февраля 1978 года. Была конечной с 1978 по 1981 год. Находится в 10,8 км от центра, станция похожа на обычную, подземную, с боковыми платформами станцию Нью-Йоркского метрополитена

## Наземный транспорт
От сюда идут автобусы 25, 64A, 64B, 65, 79, 102, 401, N2.